# Football Club Legnano 1924-1925
Questa pagina raccoglie i dati riguardanti il Football Club Legnano nelle competizioni ufficiali della stagione 1924-1925.

## Stagione

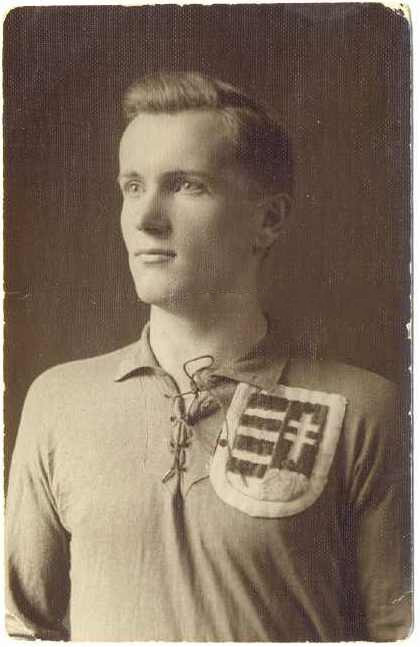
Imre Rokken, al Legnano dal 1924 al 1925, anno della sua prematura morte

La stagione 1924-1925 è preannunciata da una consistente campagna acquisti, che è affiancata da importanti partenze. Tra gli altri, sono ceduti l'attaccante Achille Malaspina e i centrocampisti Mario Crespi e Attilio Marcora, mentre arrivano al Legnano i difensori Luigi Gallino e Mario Comi, oltre che l'attaccante Albino Bottini. Su richiesta dell'allenatore magiaro Imre Schöffer vengono acquistati anche gli ungheresi Rokken e Zsin, entrambi centrocampisti: sono i primi giocatori stranieri tesserati dai Lilla.
Al termine della stagione il Legnano si piazza all'undicesimo e penultimo posto nel girone A di Lega Nord di Prima Divisione con 15 punti, a 15 lunghezze dal Genoa capolista e a tre punti dallo Spezia fanalino di coda. I lilla evitano gli spareggi retrocessione con le seconde classificate della Seconda Divisione grazie alla rinuncia di queste ultime.
Le prime due giornate previste in casa vengono disputate su campo neutro a causa della squalifica comminata allo stadio di via Pisacane nella stagione precedente. In questo campionato degne di nota sono le due vittorie sul Torino e il successo, a Milano, sull'Inter con una doppietta di Rokken davanti a 500 tifosi lilla.
A fine campionato, a causa dei pessimi risultati ottenuti, la situazione finanziaria del Legnano è problematica e quindi vengono azzerati i vertici societari con la speranza di evitare il fallimento. È infatti eletta una commissione straordinaria che ha il compito di risolvere i problemi di bilancio.
La stagione è sfortunata per il Legnano: il 27 febbraio muore uno dei due giocatori magiari, Imre Rokken, a causa di una setticemia. L'ultimo saluto al giovane campione è dato da una folla immensa.

## Divise
| Casa |

## Organigramma societario
Area direttiva
- Presidente: comm. Carlo Delle Piane

Area tecnica
- Allenatore: Imre Schöffer

## Rosa
| N. |                   | Ruolo | Calciatore      |
| -- | ----------------- | ----- | --------------- |
|    | Italia (bandiera) | D     | Luigi Allemandi |
|    | Italia (bandiera) | A     | Albino Bottini  |
|    | Italia (bandiera) | P     | Angelo Cameroni |
|    | Italia (bandiera) | D     | Vinicio Colombo |
|    | Italia (bandiera) | D     | Mario Comi      |
|    | Italia (bandiera) | A     | Camillo Ferrè   |
|    | Italia (bandiera) | D     | Luigi Gallino   |
|    | Italia (bandiera) | C     | Attilio Gerola  |

| N. |                     | Ruolo | Calciatore        |
| -- | ------------------- | ----- | ----------------- |
|    | Italia (bandiera)   | C     | Gaspare Landoni   |
|    | Italia (bandiera)   | C     | Cesare Lovati     |
|    | Italia (bandiera)   | A     | Giacomo Olivieri  |
|    | Ungheria (bandiera) | C     | Imre Rokken       |
|    | Italia (bandiera)   | A     | Italo Rossi       |
|    | Italia (bandiera)   | A     | Giuseppe Torriani |
|    | Italia (bandiera)   | A     | Giuseppe Tosi     |
|    | Ungheria (bandiera) | C     | Zsin              |

## Risultati

### Prima Divisione

#### Girone d'andata
| Arbitro: | Turbiani (Ferrara) |

|                       |           |              |
| Recchia 13’ Porta 56’ | Marcatori | 83’ Olivieri |

| Piacenza 12 ottobre 1924 2ª giornata | Legnano              | 0 – 0 | Pisa | Campo di Barriera Genova\| Arbitro: \| Moro (Sampierdarena) \| |
| Arbitro:                             | Moro (Sampierdarena) |       |      |                                                                |

| Arbitro: | Galletti (Genova) |

|                 |           |  |
| Cavigioglio 65’ | Marcatori |  |

| Arbitro: | Germani (Padova) |

|                |           |                 |
| Tornabuoni 63’ | Marcatori | 30’, 32’ Rokken |

| Arbitro: | Squarza (Reggio Emilia) |

|              |           |                     |
| I. Rossi 65’ | Marcatori | 10’ (rig.) Tognotti |

| Arbitro: | Armano (Torino) |

|                                          |           |             |
| Tichovszky 54’ Winkler 56’ Forlivesi 74’ | Marcatori | 64’ Bottini |

| Legnano 30 novembre 1924 7ª giornata | Legnano         | 0 – 0 | Brescia | Stadio di via Pisacane\| Arbitro: \| Minoli (Torino) \| |
| Arbitro:                             | Minoli (Torino) |       |         |                                                         |

| Arbitro: | Zanini (Vicenza) |

|                              |           |  |
| Bodini 3’, 87’ O. Ravani 84’ | Marcatori |  |

| Arbitro: | Majani (Torino) |

|                                                             |           |                                         |
| Moruzzi 12’ Santamaria 56’ Neri 64’ Catto 76’ De Vecchi 80’ | Marcatori | 6’ Tosi 35’ Rokken 84’ (rig.) Allemandi |

| Arbitro: | Pinasco (Sestri Ponente) |

|                                      |           |             |
| Rokken 37’, 87’ Gallino 48’ Tosi 70’ | Marcatori | 46’ Amadesi |

| Arbitro: | Moro (Sampierdarena) |

|                   |           |  |
| Comi 50’ Tosi 60’ | Marcatori |  |

#### Girone di ritorno
| Arbitro: | P. Barlassina (Novara) |

|         |           |             |
| Tosi 4’ | Marcatori | 87’ Morandi |

| Arbitro: | Ortali (Bologna) |

|            |           |  |
| Sbrana 10’ | Marcatori |  |

| Arbitro: | Mauro (Milano) |

|  |           |            |
|  | Marcatori | 52’ Blando |

| Arbitro: | Bonello (Venezia) |

|  |           |                            |
|  | Marcatori | 44’ Bussich 83’ Tornabuoni |

| Arbitro: | Montessoro (Torino) |

|              |           |  |
| Gallotti 77’ | Marcatori |  |

| Legnano 8 marzo 1925 17ª giornata | Legnano             | 0 – 0 | Modena | Stadio di via Pisacane\| Arbitro: \| Muttoni (Treviglio) \| |
| Arbitro:                          | Muttoni (Treviglio) |       |        |                                                             |

| Arbitro: | Guarnieri (Milano) |

|                |           |  |
| Bissolotti 47’ | Marcatori |  |

| Arbitro: | Enrietti (Torino) |

|  |           |                |
|  | Marcatori | 86’ G. Puerari |

| Arbitro: | R. Barlassina (Novara) |

|                |           |  |
| A. Colombo 23’ | Marcatori |  |

| Arbitro: | Zennaro (Genova) |

|  |           |          |
|  | Marcatori | 32’ Tosi |

| Arbitro: | Girelli (Verona) |

|                             |           |              |
| Powolny 20’, 40’ Romano 57’ | Marcatori | 70’ I. Rossi |

## Statistiche

### Statistiche di squadra
| Competizione    | Punti | Totale | Totale | Totale | Totale | Totale | Totale | DR  |
| Competizione    | Punti | G      | V      | N      | P      | Gf     | Gs     | DR  |
| --------------- | ----- | ------ | ------ | ------ | ------ | ------ | ------ | --- |
| Prima Divisione | 15    | 22     | 5      | 5      | 12     | 18     | 29     | -11 |

### Statistiche dei giocatori
| Giocatore    | Prima Divisione | Prima Divisione |
| Giocatore    | Presenze        | Reti            |
| ------------ | --------------- | --------------- |
| L. Allemandi | 21              | 1               |
| A. Bottini   | 14              | 1               |
| A. Cameroni  | 22              | 0               |
| V. Colombo   | 22              | 1               |
| M. Comi      | 16              | 1               |
| C. Ferrè     | 2               | 0               |
| L. Gallino   | 22              | 0               |
| A. Gerola    | 22              | 0               |
| G. Landoni   | 5               | 0               |
| C. Lovati    | 16              | 0               |
| G. Olivieri  | 5               | 1               |
| I. Rokken    | 12              | 5               |
| I. Rossi     | 20              | 2               |
| G. Torriani  | 22              | 0               |
| G. Tosi      | 15              | 5               |
| Zsin         | 6               | 0               |